# 康定木蓝
康定木蓝（学名：Indigofera souliei）为豆科木蓝属下的一个种。

## 扩展阅读
- 維基物種上的相關：康定木蓝